# Kunów (okres Zgorzelec)
Kunów (německy Kuhna) je polská vesnice nacházející se v Dolnoslezském vojvodství jižně od města Zhořelec. Vesnice má zhruba čtvercový charakter s několika ulicemi. Od severu k jihu tudy prohází potok Czerwona Woda. Na severovýchodním okraji vsi se nachází palác.

## Galerie

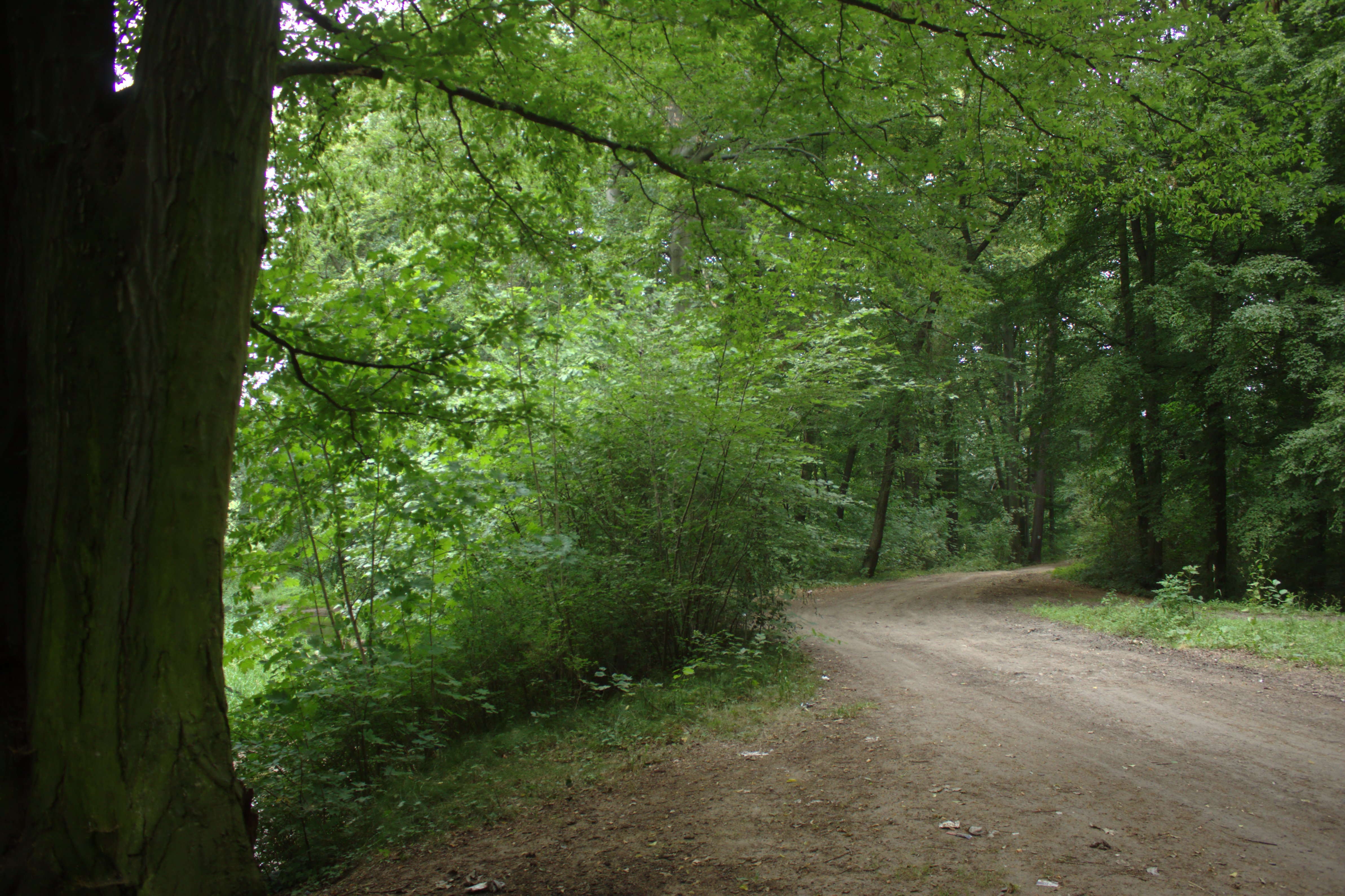
Nedaleký les
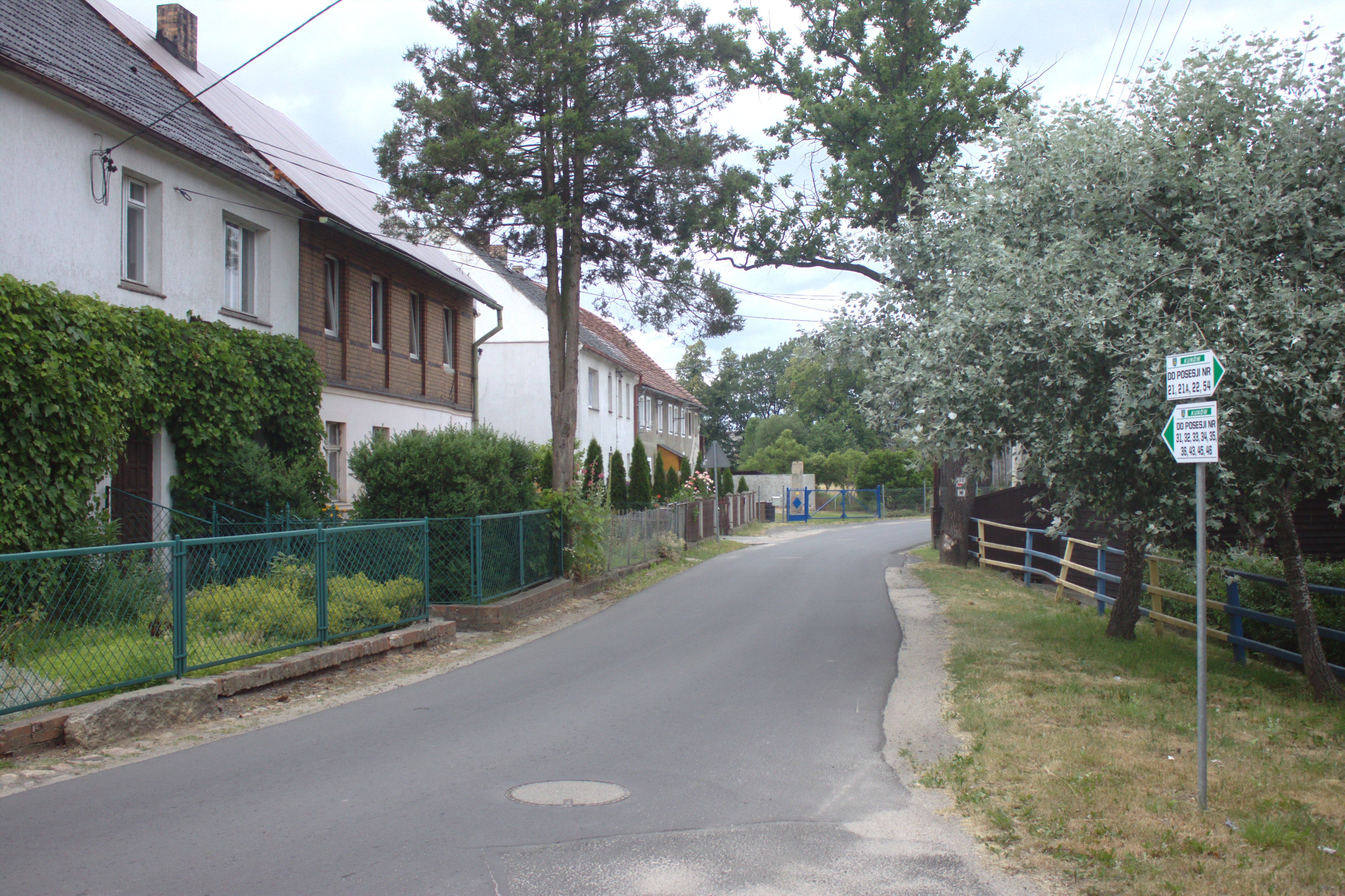
Domy u silnice
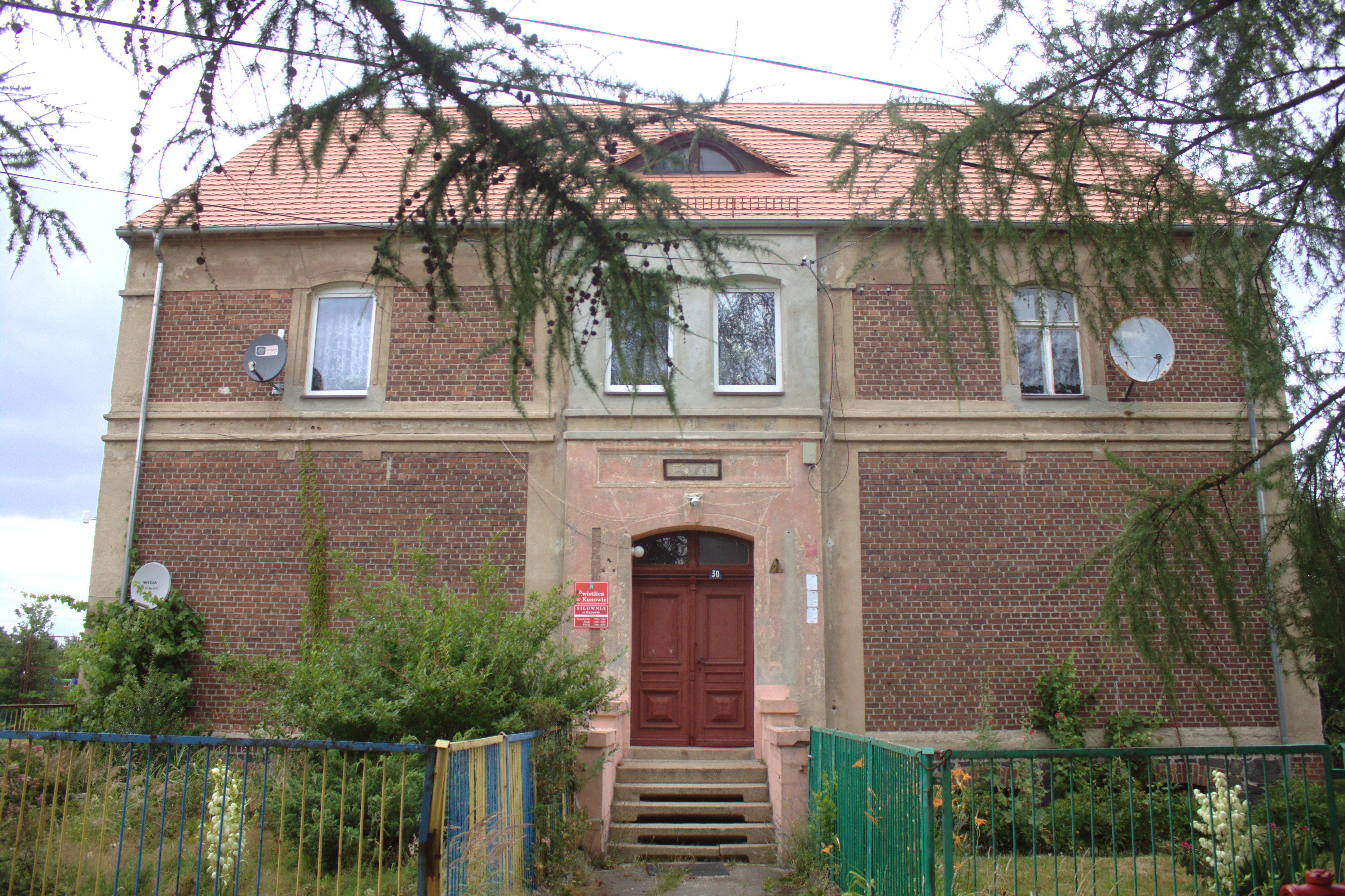
Cihlový dům
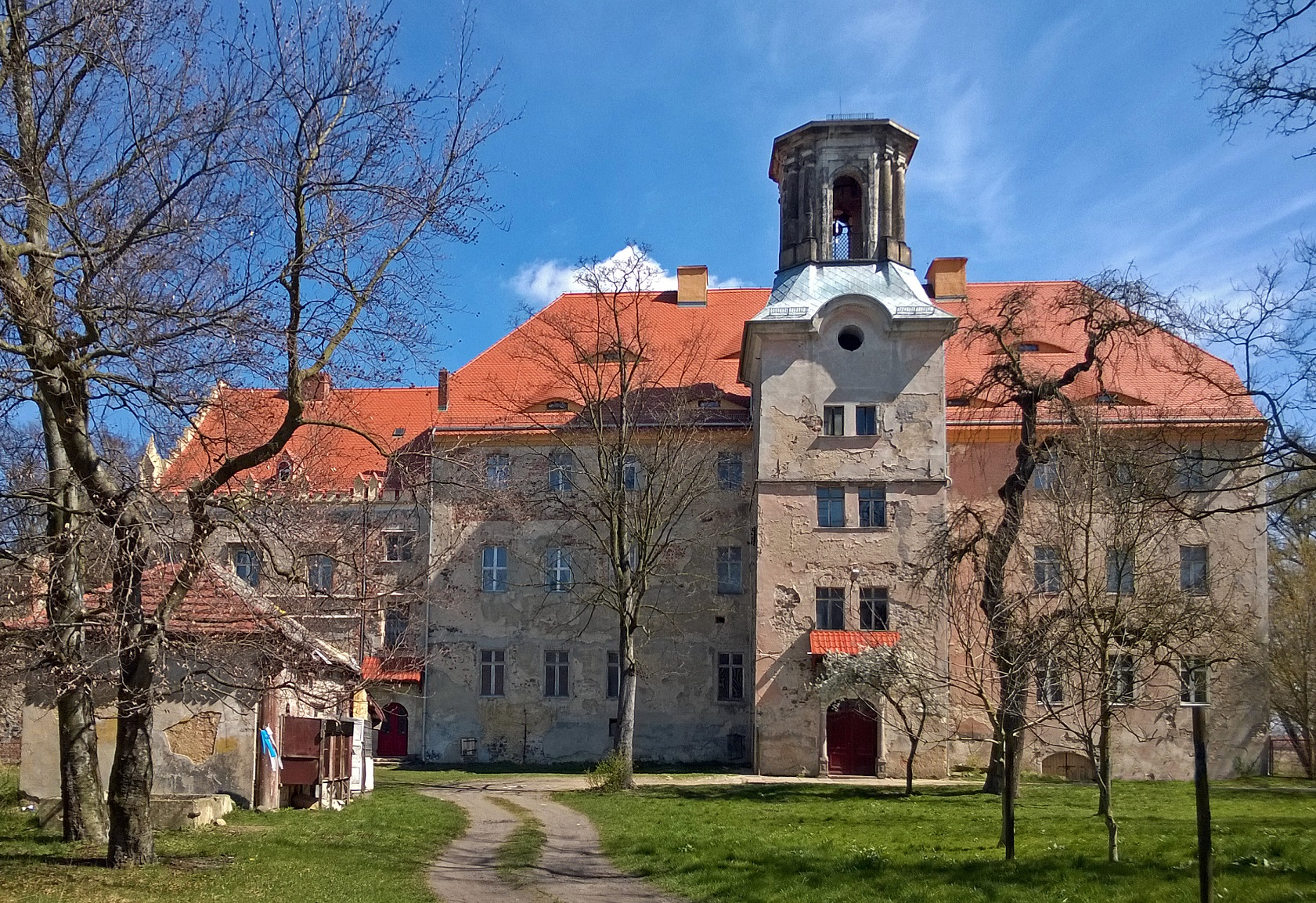
Místní palác